# Inez Crittenden
Inez Ann Murphy Crittenden (California, septiembre de 1887 - París, 11 de noviembre de 1918) fue una telefonista estadounidense, líder de las Hello Girls, la Unidad Telefónica Femenina del Cuerpo de Señales estadounidense en Francia durante la Primera Guerra Mundial.

## Trayectoria
Inez Ann Murphy nació en California, y hija de Emily Murphy y TP Murphy, una familia bilingüe que hablaba inglés y francés. Nunca recibió una educación formalA los catorce años trabajaba como operadora telefónica en California. En 1911 se casó con Nathaniel P. Crittenden, proveniente de la familia Crittenden de Oakland, y se divorció de su marido en 1917.
Cuando estalló la guerra, trabajaba como asistente ejecutiva de una empresa de empaquetado de San Francisco, la California Packing Corporation y acababa de ser la negociadora jefe de un negocio. En diciembre de 1917, realizó la solicitud de ingreso a la Unidad Telefónica Femenina del Cuerpo de Señales estadounidense cuerpo al que accedió tras superar un examen de francés, convirtiéndose en una de las primeras mujeres en unirse a ella. En enero de 1918, fue nombrada Jefa de Operadoras de la Segunda Unidad Estadounidense de Operadoras Telefónicas, y estaba a cargo de cientos de mujeres estadounidenses que trabajaban como intérpretes en comunicaciones telefónicas relacionadas con la guerra.
Junto con su unidad, zarpó hacia Francia en marzo de 1918, siendo de las primeras en hacerlo. Pronto fue transferida para trabajar en la oficina de relaciones públicas de la Embajada de Estados Unidos en París.
Inez Crittenden murió a los 31 años en París el Día del Armisticio de 1918, por una neumonía consecuencia de la gripe española. Su tumba se encuentra en el Cementerio y Memorial Americano de Suresnes, en Suresnes, Francia. Le hicieron un funeral militar, algo inusual para una operadora telefónica civil.